# Kreis Paradiso
Der Kreis Paradiso bildet seit dem 14. April 2013 zusammen mit den Kreisen Agno, Breno, Capriasca, Ceresio, Lugano Nord, Lugano Ost, Lugano West, Magliasina, Sessa, Taverne und Vezia den Bezirk Lugano des Schweizer Kantons Tessin. Der Sitz des Kreisamtes ist in Paradiso. Infolge der Fusion der Gemeinde Carona mit Lugano wurde der Kreis Carona in Kreis Paradiso umbenannt.

## Gemeinden
Der Kreis setzt sich aus folgenden Gemeinden zusammen:
| Wappen        | Name der Gemeinde | Einwohner (31. Dezember 2023) | Fläche in km² | BFS-Nr |
| ------------- | ----------------- | ----------------------------- | ------------- | ------ |
| Collina d’Oro | Collina d’Oro     | 4893                          | 6,14          | 5236   |
| Grancia       | Grancia           | 455                           | 0,61          | 5186   |
| Melide        | Melide            | 1783                          | 1,66          | 5198   |
| Morcote       | Morcote           | 707                           | 2,79          | 5203   |
| Paradiso      | Paradiso          | 4832                          | 0,89          | 5210   |
| Vico Morcote  | Vico Morcote      | 407                           | 1,97          | 5233   |